# الفاضل سعيد
الفاضل سعيد ضرار سلنتوت (توفي في 10 يونيو 2005) هو ممثل كوميدي مسرحي سوداني راحل.

## نشأته
نشأ الفاضل سعيد في بيئة دينية في منطقة الغدار بالقرب من دنقلا عاصمة الولاية الشمالية. والده سعيد سالنتود، ووالدته فاطمة محمد سالنتود والأخيرة تعني ابن صالح، والده لا يعرف اللغة العربية ويتحدث اللغة النوبية ووالدته لا تعرف اللغة النوبية ولكنها تجيد اللغة العربية. ازاء هذا التباين وجد الفاضل سعيد نفسه في إطار تركيبة منحته ثراء ذهنياً وتربوياً.قامت بتربيته جدته في ام درمان وتشبع بثقافة ام درمان وحي بيت المال. والأسرة فيها من جاء مع محمد أحمد المهدي إلى أم درمان. ومنها من استشهد في معركة شيكان. وهذا المكون لم يمض دون ترك آثار على مجرى حياته.

## بدايته في التمثيل
المناخات التي عاشها كانت حريَّة بأن تجذبه وتشده حيث لم يكتشف ملكة التمثيل الاّ عندما أتيحت له الفرصة عند انتقال الأسرة من حي بيت المال إلى ود نوباوي بأم درمان. وألتحاقه بالكشافة وهي نشاط أهلي كان له الفضل في إظهار موهبته. وكانت فرقة الكشافة برعاية عبد الرحمن المهدي. وأتاحت له فرصة المشاركة بالتمثيل كأصغر عضو فيها. وأول ما قدم كان تحويله قانون الكشافة إلى دراما بمشاركة أقرانه وقاموا بارتجال التمثيل وخلال الاستراحة أثناء النشاط كان يعد ويحضر للفواصل الأخرى، مما مكنه من التمرس على الجانب الارتجالي. وكانت تلك خطوته الأولى نحو التأليف والتمثيل.
في المدرسة الأولية وجد اقتدى بالأستاذ خالد أبو الروس الذي كان يدرسه مادة الحساب وشاهده مع فرقة السودان للتمثيل. وتمني الفاضل أن يصبح مثله. ولكنه وقف في طريقه وهو يقدم مع الطلاب بالمدرسة مسرح الملايات، حيث قال له: يا ابني لا أريدك أن تمثل الآن.. ولو مثلت الآن فلن تتعلم، ونحن في حاجة للممثل المتعلم.
بعد التحاقه بالمدرسة الثانوية المصرية (مدارس البعثة التعليمية) كان الأساتذة ينقلون مسرحيات نجيب الريحاني مما عمق احساسه بأهمية المسرح. وقرر ان يكون مسرحياً.
وبعد إكماله للثانوي التحق بجامعة الخرطوم لدراسة الآداب، لكن شغفه بالمسرح جعله يقدم اوراقه للالتحاق بمعهد الموسيقى العالي بالقاهرة، لكن اساتذته نصحوه بالا يضيع أربعة أعوام دون فائدة، لأن الحقل الذي يمكن أن يعمل به غير موجود في السودان. توكل على الله واختار طريق المسرح واختبر نفسه وسط جمهور من خارج اطار الطلبة، حيث جاء جمهور الخرطوم لأول مرة لمشاهدة الاحتفالات الضخمة التي تقيمها المدارس المصرية بنهاية العام. وتشمل الموسيقى والرياضة والتمثيل. وبدأ يمثل لجمهور يرى ويتكلم، مما منحه الثقة للتمثيل.
شرع في تكوين فرقة الشباب للتمثيل الكوميدي في عام 1955 م. وضمت هذه الفرقة محمود سراج» أبو قبورة«الذي جاء في مرحلة لاحقة، وعثمان أحمد حمد» أبودليبة«والراحل عثمان اسكندراني، إضافة إلى مجموعة من الفتيات. وتم تسجيل الفرقة في مجلس بلدي ام درمان. وكان مقرها بنادي العمال. ولعله يدين بالفضل لهذا النادي الأم درماني الذي احتضن الفرقة التي خرج بها من جمهور الفرجة واطار الكشافة والنشاط المدرسي إلى فرقة تقدم عروضها المسرحية.
بعدها احس الفاضل سعيد إن مرحلة الثانوي قد انتهت، وليس امامه فرص دراسية أخرى، أو شخص يمكن أن يستفيد منه باعتباره أول شخص بدأ الكوميديا بشكلها الأرسطي، أوبشكلها الحديث، فبدأ في التفكير لإيجاد منابع لاسيما وأن هذا القدر أصبح مصيراً ومعاشاً. فوجد الحاجة الماسة للقراءة التي بدأها عبر الإطلاع، وقراءة المسرح العالمي والشعر. تأصلت التجربة إلى الانتشار الذي دفع به للانتقال بمسرحه إلى الأقاليم التي كان التحرك لها بهذه الفرق الصغيرة، احساساً منه ان جمهور العاصمة هو جمهور الأقاليم الذي إذا خاطبته بلغة واصلة يمكن الوصول إلى هدف أساسي هو الدخول إلى الإذاعة السودانية الأمر الذي كان صعباً جداً. ولم يدخلها عن طريق تمثيل الكوميديا التي كانت غير معروفة ولا مرغوبة وغير مطلوبة، فسلك طريق آخر بتقديم التمثيليات الصغيرة والجادة عبر برامج ركن المرأة، وركن الأطفال، وركن المزارع، وهذا اتاح للاسم الفني ان ينتشر عبر أكثر من برنامج.. بعدها اتيحت له الظروف بعد مسرح البراميل الذي أصبح مسرح الإذاعة، وتحول للمسرح القومي، ليتم الاعتراف من الإذاعة والالتحاق بها.

## أعماله
من أشهر الأعمال التي قدمها الفاضل سعيد للمسرح السودانى، مسرحية أكل عيش التي كانت عام 1967 م وهي مرحلة الانتقال إلى المسرحيات ذات الفصول. ومع بداية الانتشار وذيوع الاسم على مستوى القطر سافر في جولات عربية كان من ابرزها زيارته للقاهرة لتقديم مسرحية (أكل عيش) كأول مسرحية عربية غير مصرية تصور وتبث من التلفزيون المصري. وبعد (15) عاماً سجلها التلفزيون السوداني. وغيرها من المسرحيات " " ك«الكسكتة»
و بعدها توالت الأعمال المسرحية مثل (مسرحية الفي راسو ريش) و (مسرحية الناس في شنو) والكثير من الأعمال التلفزيونية مثل سلسة (رمضانيات) ومسلسل (موت الظان) إضافة للشخصيات الراسخة في ذهنية الجمهور «العجب أمو» و«بت قضيم» و«كرتوب»..

## شخصياته
وقد اشتهر الفاضل سعيد كما زكر أعلاه بعدد من الشخصيات التي شكلت حضوراً طاغياً على المسرح السوداني اشهرها شخصية (بت قضيم) الحبوبة الكبيرة سليطة اللسان الناقدة بذكاء لكثير من المظاهر والظواهر الاجتماعية إلى جانب شخصية (العجب) وشخصية (الحاج كرتوب) وهي جميعها نماذج كاريكاتيرية حية بالمواقف الناقدة الساخرة
- وقد شق طريقه بعناء وصبر ومصابرة حتى أصبح رقماً لا يمكن تجاوزه في تاريخ المسرح السوداني، وكان من أوائل الذين خرجوا بالمسرح من العاصمة والمجموعات الصفوية القادرة على ارتياد المسرح إلى الأقاليم المختلفة حتى جذب اليه هذا الجمهور الذي أصبح يدعوه وينتظره ويتفاعل معه بحب وبعفوية وتقدير متزايد.
- صحيح انه تأثر بالمسرح المصري خاصة أيام دراسته بمدارس البعثة المصرية حيث التقى بالممثل الكوميدي الأشهر امين الهنيدي، ونجم الكوميديا المعروف محمد أحمد المصري الشهير بـ (أبو لمعة الاصلي) الذين اثرا في دفع موهبته في التمثيل، ولكنه استطاع الخروج من عباءتهما وهو يقدم هذه الانماط السودانية المتفردة وان ظلت بعض حركاته الجسمانية تحمل هذا الاثر وهذا لا يقلل من خصوصية موهبته وتميزها.

كان من أوائل المؤسسين لفرقة الشباب للتمثيل الكوميدي وظل يحلم حتى آخر ايامه بمسرح الفاضل سعيد وكان طوال هذه المرحلة الفنية لصيق الصلة بجمهوره في الأقاليم الذي شاءت ارادة المولى ان يختم حياته الفنية في مدينة عزيزة عليه هي حورية البحر الأحمر بورتسودان الحبيبة.
بدا مسيرته الفنية وكان في الثامنة عشرة وكان النجم في مئات المسرحيات الكوميدية التي قدمها فوق مسارح الخرطوم والمدن السودانية الأخرى. توفي الفاضل سعيد يوم الجمعة الموافق 10/6/2005 في مدينة بور سودان على البحر الأحمر حيث كان يقدم اخر مسرحياته. وقد عبر الرئيس السوداني ووزيرا الثقافة والاعلام ومسؤولو المسرح الوطني ومحطتا الإذاعة والتفلزيون عن حزنهم لفقدان الفنان الذي شكل علامة فارقة في الفن السوداني.
و قد منحت الدكتوراه الفخرية للممثل الراحل الفاضل قبل رحيله بمدة قليلة
الفاضل سعيد اسم لا يمكن ان يتخطاه أي مطلع على مسيرة المسرح السوداني، فهو بحق من استطاع الصمود على خشبة المسرح السوداني طوال خمسين عاما من الابداع المتواصل، بما يمكن ان يؤسس تيارا مسرحيا، بل يمكن ان نقول هو التيار المسرحي الوحيد في السودان، إذ ظل محافظاً ومحتفظاً بنمطه المسرحي الذي ظل مفتوحاً على كافة التحولات الاجتماعية والسياسية التي مرت على السودان طوال الخمسين عاما الماضية وغرس خلالها هذا الرجل راية فن المسرح وتعهدها بالرعاية والاهتمام. وكان من جراء هذا ان قدم العديد من الأعمال المسرحية السودانية، اثرى بها الساحة ومشاركا بها في صناعة وجدان درامي لإنسان السودان.. مما يؤهل هذا الفنان الكبير إلى ان يُقال عنه انه صاحب تيار مسرحي متميز. ولم يكتف الفاضل سعيد بان طاف على كل مدن السودان وقراه ودساكره، بل لاحق الإنسان العربي بأن طاف على بعض الدول العربية وقدم على مسارحها فنه الراقي.
خمسون عاماً هي رحلة العطاء التي خاض غمارها الرائد المسرحي الفاضل سعيد في المسرح السودانى. ويحسب له إيمانه برسالته التي ما بخل عليها بالجهد والفكر. ولم يكن
زاد الرحلة الا صبر طويل ورهق خلاق جعله ينتقل من نجاح إلى نجاح.

## روابط خارجية
- الفاضل سعيد على موقع قاعدة بيانات الأفلام العربية